# Studio Uno 66
Studio Uno 66 è il nono album in studio della cantante italiana Mina, pubblicato dall'etichetta Ri-Fi nel 1966.

## Storia
Come suggerito dal titolo, l'album raccoglie le canzoni scritte appositamente per Mina in occasione della quarta edizione della trasmissione televisiva Studio uno. Inizialmente, lo show avrebbe dovuto durare dodici puntate, tutte incentrate su Mina. La cantante però declinò un impegno così lungo e la trasmissione venne divisa in quattro cicli da cinque puntate ciascuno; ogni ciclo prevedeva la sostituzione della primadonna dello spettacolo. L'ultimo, che riscosse il maggior successo, fu proprio quello con Mina.
Nelle cinque puntate dal 28 maggio al 25 giugno 1966 Mina presentò in anteprima quasi tutte le canzoni dell'album (poi pubblicato a luglio), subito seguite dall'uscita del singolo corrispondente e dall'entrata in classifica dello stesso.
È stato ristampato su CD nel 1997 a cura della RCA Italiana (catalogo 74321482622) e rimasterizzato dalla Halidon nel 2009 su CD (SRCD 6295), LP in vinile da 180 grammi (SRLP 08) e Picture disc (SRLPD 15, 2008), questi ultimi a tiratura limitata. Nel 2011 è stato rimasterizzato ancora dalla Halidon su CD mantenendo lo stesso numero di catalogo. A inizio 2017 è invece la Ri-Fi a ristampare il Picture disc (8030615064151).

### Edizioni internazionali
In Spagna è stato pubblicato nel 1967 con titolo Mina e copertina completamente diversa (Belter 22.057). Mantiene la sequenza originale delle tracce, ma con l'esclusione dal disco del terzo brano di ogni facciata: Se tu non fossi qui sul lato A e Una casa in cima al mondo sul B, che fanno posto rispettivamente a Se non ci fossi tu in fondo al lato A e Sono come tu mi vuoi all'inizio del B, entrambe provenienti da un singolo più recente (settembre 1966).
Questa edizione non deve essere confusa con la compilation di brani già editi, stampata l'anno prima sempre in Spagna e da Belter (22.054), intitolata Studio Uno 66, che ha copertina identica a quella dell'album italiano originale.
Negli Stati Uniti e in Canada è stato commercializzato nel 1966 dalla United Artists International con track list e titolo originali, copertina diversa, sia in stereofonia simulata (UNS 15501), sia in versione monofonica (UN 14501).

## Accoglienza
Tutti i singoli estratti, uno dopo l'altro, entrarono in hit parade. Alla fine anche l'album ottiene un buon successo commerciale, sarà infatti il quinto più venduto nel 1966.

## Brani
- Sono qui per te

Mai pubblicata su singolo, scritta da Lina Wertmüller, autrice anche dei testi della trasmissione, e cantata da Mina nella prima puntata del suo ciclo. Il video è contenuto nel DVD Gli anni Rai 1965-1966 Vol. 8, che fa parte del cofanetto monografico in 10 volumi pubblicato da Rai Trade e GSU nel 2008.
- Mai così

Sigla finale del programma (video nel DVD citato), avrebbe dovuto essere il lato principale del singolo Breve amore/Ta-ra-ta-ta, ma sarà inserita solo nell'album e in versione diversa dall'originale. Fu usata in un carosello per pubblicizzare la pasta Barilla.
- Mi sei scoppiato dentro il cuore

Estratta su singolo successivamente la pubblicazione dell'album e stata presentata nella terza puntata, la diciottesima delle venti previste (11 giugno). Video ancora nel Vol. 8 del cofanetto Gli anni Rai.
- Ebb Tide

Classico del repertorio di molti artisti stranieri; prima versione su singolo e album omonimo di Frank Chacksfield nel 1953, famosa quella di Frank Sinatra nell'album Frank Sinatra Sings for Only the Lonely del 1958.
Presentato nella penultima puntata (18 giugno) del programma e del ciclo di Mina, è l'unico brano dell'album NON in italiano. Sarà estratto su singolo solo nel 1969. Video in Gli anni Rai 1966-1967 Vol. 7 e in un carosello Barilla.
- Lontanissimo

Cover di Somewhere (testo inglese di Stephen Sondheim), celebre brano di Bernstein nella colonna sonora del musical West Side Story del 1957 in cui è cantato dal soprano Reri Grist.
Non verrà mai pubblicata su singolo e neppure cantata da Mina in trasmissione. Come Ebb Tide è una traccia dell'album Mina 2 (ottobre 1966).
Gli altri brani sono tutti inediti su album, in particolare:
- Se telefonando

Compare nella versione classica con il testo modificato; la prima versione, quella originale, è reperibile soltanto nella raccolta Mina Gold 2 del 1999.
Fu presentato da Mina per la prima volta in televisione durante la sedicesima puntata (la prima del ciclo con la cantante) di Studio Uno del 28 maggio 1966.

## Tracce
Lato A
1. Ta-ra-ta-ta (Try Your Luck) – 2:13 (testo: Alberto Testa – musica: Ernie Maresca, Louis Zerato; edizioni musicali Kramer)
2. No – 2:27 (testo: Gianni Boncompagni – musica: Jimmy Fontana, Carlo Pes; edizioni musicali BMG Ricordi)
3. Se tu non fossi qui – 3:03 (testo: Marisa Terzi[9] – musica: Carlo Alberto Rossi; edizioni musicali California)
4. Breve amore (You Never Told Me) – 2:36 (testo: Alberto Sordi – musica: Piero Piccioni; edizioni musicali General)
5. Sono qui per te – 2:54 (testo: Lina Wertmüller – musica: Bruno Canfora; edizioni musicali Curci)
6. Mai così – 2:49 (testo: Lina Wertmüller – musica: Bruno Canfora; edizioni musicali Curci)

Lato B
1. Se telefonando – 2:56 (testo: Maurizio Costanzo, Ghigo De Chiara – musica: Ennio Morricone; edizioni musicali BMG Ricordi)
2. Mi sei scoppiato dentro il cuore – 3:05 (testo: Lina Wertmüller – musica: Bruno Canfora; edizioni musicali Curci)
3. Una casa in cima al mondo – 3:01 (testo: Vito Pallavicini – musica: Pino Donaggio; edizioni musicali Curci)
4. Addio – 2:29 (testo: Antonio Amurri – musica: Morgan; edizioni musicali General)
5. Ebb Tide – 2:43 (testo: Carl Sigman – musica: Robert Maxwell; edizioni musicali Curci)
6. Lontanissimo (Somewhere) – 2:04 (testo: Alberto Curci 'Devilli' – musica: Leonard Bernstein; edizioni musicali Curci)

## Arrangiamenti e direzioni orchestrali
- Augusto Martelli per A1, B5 e B6
- Carlo Pes per No
- Gianfranco Monaldi per Se tu non fossi qui
- Piero Piccioni per Breve amore e (come Piero Morgan) Addio
- Bruno Canfora per A5, A6 e B2
- Ennio Morricone per Se telefonando
- Angelo Giacomazzi per Una casa in cima al mondo